# Ariosoma prorigerum
Ariosoma prorigerum är en fiskart som först beskrevs av Gilbert, 1891.  Ariosoma prorigerum ingår i släktet Ariosoma och familjen havsålar. IUCN kategoriserar arten globalt som livskraftig. Inga underarter finns listade i Catalogue of Life.